# Bundesstraße 305
Pour les articles homonymes, voir Route 305.
La Bundesstraße 305 est une Bundesstraße du Land de Bavière.

## Géographie
La Bundesstrasse 305 va de Bernau am Chiemsee à Marktschellenberg jusqu'à la frontière entre l'Allemagne et l'Autriche.
La B 305 traverse la vallée de la Großache, par Reit im Winkl, Ruhpolding, Inzell et l'arrondissement du Pays-de-Berchtesgaden et fait partie de la route des Alpes allemandes de Bernau à Berchtesgaden. Elle comprend deux cols, le col de la Schwarzbachwacht près de Ramsau et le Masererpass près de Reit im Winkl.
Dans la vallée de Weißlofer, elle monte dans la vallée de la Schwarzlofer vers le Weitsee, le Mittersee et le Lödensee. Passé le Förchensee et la Chiemgau-Arena, le célèbre stade de biathlon, le B 305 vire au nord dans la vallée du Seetraun et de la Weiße Traun jusqu'à peu de temps avant Ruhpolding, où elle bifurque à l'est vers Inzell.
Elle croise la B 306 près du Zwingsee et mène au sud par Weißbach an der Alpenstraße dans la vallée de la Weißbach jusqu'à Schneizlreuth dans la vallée de la Saalach, où elle croise la B 21 à Unterjettenberg. La B 305 monte ensuite dans la vallée du Schwarzbach jusqu'au Schwarzbachwacht. Suit la descente par Ramsau dans la vallée de la Ramsauer Ache, où elle croise la B 20 au sud de Bischofswiesen. La B 305 passe dans la vallée de la Berchtesgadener Ache, où elle croise la B 319. À Marktschellenberg, elle atteint la frontière autrichienne, la Berchtesgadener Straße autrichienne (B 160) qui va vers Salzbourg.

## Histoire
La B 305 actuelle était auparavant la Reichsstraße 305. Après l'annexion de l'Autriche en 1938, la B 160 autrichienne actuelle en faisait également partie.

## Source
- (de) Cet article est partiellement ou en totalité issu de l’article de Wikipédia en allemand intitulé « Bundesstraße 305 » (voir la liste des auteurs).

1. ↑  (de) « Die Bundes- und Reichsstraßen in Deutschland - Nr. 166 bis 327 » [archive du 18 février 2009], sur home.arcor.de (consulté le 16 juillet 2025)